# Øystese
Øystese är en tätort i Kvams kommun i Vestland fylke i västra Norge. Orten ligger vid fylkesväg 79, på den västra sidan av Hardangerfjorden.